# Laurin & Klement - Škoda 360
Laurin & Klement - Škoda 360 – samochód osobowy wytwarzany w latach 1926–1927 w zakładach Laurin & Klement na terenie Czechosłowacji, które w 1925 roku zostały przejęte przez firmę Škoda
Model 360 był siostrzanym projektem samochodu Laurin & Klement - Škoda 350. Pojazd wyposażony był w silnik o pojemności 3970 cm³ i mocy 40 kW (55 KM). Napęd przenoszony na tylną oś pozwalał osiągnąć prędkość 100 km/h.
Wyprodukowano 27 egzemplarzy tego modelu.